# GOOD BYE TRAIN 〜ALL TIME BEST 2000-2013
『GOOD BYE TRAIN 〜ALL TIME BEST 2000-2013』（グッド・バイ・トレイン 〜オール・タイム・ベスト・2000-2013）は、鬼束ちひろの4枚目のベスト・アルバム。

## 解説
ベストアルバムとしては『"ONE OF PILLARS" 〜BEST OF CHIHIRO ONITSUKA 2000-2010〜』から約3年8ヶ月振りとなる。
それまでオリジナルアルバムには収録されなかったシングルやカップリング等が多数収録されている。

## 収録曲

### Disc1
1. シャイン
1stシングル
2. BACK DOOR
1stシングルのカップリング
オリジナルミックスとしてはアルバム初収録。
3. 月光
2ndシングル
4. Arrow of Pain
2ndシングルのカップリング
5. Cage
3rdシングル
6. 眩暈
4thシングル
7. edge
4thシングル
8. infection
5thシングル
9. LITTLE BEAT RIFLE
5thシングル
10. 流星群
6thシングル
11. Sign
7thシングル
12. ダイニングチキン
7thシングルのカップリング
アルバム初収録
13. Beautiful Fighter
8thシングル
14. 嵐ヶ丘
8thシングルのカップリング
アルバム初収録。
15. いい日旅立ち・西へ
9thシングル
16. 私とワルツを
10thシングル

### Disc2
1. 育つ雑草
11thシングル
アルバム初収録
2. everyhome
12thシングル
3. MAGICAL WORLD
12thシングルのカップリング
オリジナルミックスとしてはアルバム初収録
4. 僕等　バラ色の日々
13thシングル
5. NOW
13thシングルのカップリング
アルバム初収録。
6. 蛍
14thシングル
7. HIDE AND SCREAM
14thシングルのカップリング
アルバム初収録。
8. X
15thシングル
9. ラストメロディー
15thシングル
10. 帰り路をなくして
16thシングル
11. 陽炎
17thシングル
12. 愛の台詞
17thシングルのカップリング
アルバム初収録。
13. 青い鳥
18thシングル
14. 悪戯道化師
19thシングル
アルバム初収録。
15. あなたとSciencE 〜HYSTERIC version〜
20thシングル